# Dracoglossum
Dracoglossum, rod paprati iz porodice Lomariopsidaceae, nekada ubrajan u porodicu Tectariaceae, iz koje je izdvojen prema molekularnim rezultatima
Postoje dvije vrste, obje iz tropske Amerike.

## Vrste
1. Dracoglossum plantagineum (Jacq.) Christenh.
2. Dracoglossum sinuatum (Fée) Christenh.

|  | Zajednički poslužitelj ima još gradiva o temi Dracoglossum |
|  | Wikivrste imaju podatke o taksonu Dracoglossum             |